# Pražský rejdič středozobý
Pražský rejdič středozobý je plemeno holuba domácího pocházející z České republiky. Má společný původ s pražským rejdičem krátkozobým. Je to drobný holub s hranatou hlavou, lehce nazad skloněným trupem a vypjatou, zaoblenou hrudí. Má vynikající letové schopnosti, trénované hejno by mělo vydržet létat ve velkých výškách aspoň dvě hodiny. K letovému sportu se ale v současnosti nepoužívá a střednězobý pražský rejdič se chová převážně jen jako chůvka pro krátkozobé rejdiče. Je to nejohroženější české národní plemeno holubů, v roce 2012 bylo v České republice chováno jen 125 ptáků. V seznamu plemen EE není dosud zařazen, v českém vzorníku patří mezi rejdiče.

## Historie
Rejdiči jsou ve městech Střední Evropy chováni už dlouho. Kromě Prahy se tato plemena rozvíjela také ve Vídni, Budapešti, v Berlíně nebo v Bratislavě. V těchto lokalitách vznikala svérázná plemena krátkozobých rejdičů s typickými znaky a většina těchto krátkozobých plemen měli i svoji variantu s delším zobákem, přičemž tito rejdiči jsou velmi podobného vzhledu. První zmínka o existenci pražského středozobého rejdiče pochází z roku 1886, kdy byla vydána monografie Holubářství, jejímž autorem je Vladislav Šír. V této knize je popsán jak krátkozobý pražský rejdič, tak rejdič označovaný jako pražský bělouš. O dlouhozobém rejdiči zvaném pražský bělouš nebo pražský čápík píše i Bohumil Bauše ve svém překladu knihy Drůbež od Carla Gottloba Fridricha, která byla vydána v Německu v roce 1896. Středozobí rejdiči byli po vzniku pražského krátkozobého rejdiče vždy méně ceněni než jejich krátkozobá forma, ale byli početnější a chovatelé krátkozobých rejdičů často začínali právě u holubů středozobých, protože jejich chov je jednodušší. Postupem času se ze středozobých rejdičů stali ptáci, kteří byli považováni za odpad vyštěpující se občas v chovu krátkozobých pražských rejdičů a kteří se používají jen jako chůvky pro krátkozobé rejdiče, kteří kvůli extrémně zkrácenému zobáku nemohou sami odchovávat holoubata. V současné době je to plemeno na pokraji vyhynutí, chovají ho pouze čtyři chovatelé.

## Popis
Pražský rejdič středozobý je starším vývojovým typem krátkozobého rejdiče. Plemennými znaky se mu velmi podobá, výrazně se od něj odlišuje tvarem hlavy a zobáku a letovými schopnostmi. Je to holub menšího tělesného rámce se středně dlouhou postavou, od ohbí křídel po konec ocasu není delší než 22 cm, celková délka ptáka od špičky zobáku po konec ocasu, je 32–34 cm. Má vždy působit dojmem dobrého letce.
Hlava je jemná, hranatá, ale ne tak výrazně kostkovitá jako u krátkozobého rejdiče. Je spíše nižší, širší, s mírně zploštělým čelem a jemně klenutým temenem. Hrbolky nad očnicemi a na temeni nejsou výrazné, ale aspoň jejich náznak je žádoucí. Zobák je velmi široce nasazený, přiměřeně silný a mírně tupý. Je trochu sklopený, navazuje na linii čela a je spíše kratší, od čela na hrot zobáku 10-14 mm dlouhý. Typickým znakem středozobého rejdiče jsou velké perlové oči. Jen u sedlatých a čistě bílých jsou duhovky tmavé. Obočnice jsou úzké a jemné. Co se plemenných znaků hlavy týče, pražský krátkozobý rejdič je nejprošlechtěnějším středně výkonným vysokoletcem.
Krk je středně dlouhý, u hlavy štíhlý s jemně vykrojeným hrdlem a v týlu je mírně prohnutý vzad. Nesený je kolmo a široce nasedá na trup. Postoj ptáka je poněkud vztyčený, elegantní, tělo je držené mírně skloněné vzad a holub našlapuje na špičky prstů. Hruď je široká, vypjatá a dobře zaoblená, záda spíše krátká. Křídla jsou středně dlouhá, letky jsou široké, plné, u složeného křídla spočívají lehce na ocasu a nekříží se. Zvláštností jsou tzv. štítky tvořené čtyřmi mírně zdviženými pery za vnitřními loketními letkami. Na konci hřbetu proto záda nejsou zcela uzavřená, neboli krytá křídly. U běloušů a u vlaštováků však štítky často chybí. Ocas je úzce složený, středně dlouhý, nedotýká se země a současně přesahuje křídla o 1–1,5 cm. Nohy jsou středně dlouhé, běháky a prsty jsou neopeřené, červené barvy.
Opeření je husté, krátké a širší, přiléhavé, pružné a hladké. Jeho barva je čistá a lesklá, rovnoměrně rozložená po všech barevných částech. Chová se v identických barevných a kresebných rázech jako pražský rejdič krátkozobý. Kvůli malému množství chovaných jedinců však pravděpodobně mnoho těchto rázů vymizelo, v současných chovech jsou drženi ptáci černí a modří běloprsí a bělouši.

## Vlastnosti
Pražský rejdič středozobý patří mezi středně výkonné rejdiče. Pro tyto ptáky je typický vytrvalý let v hejnu ve středně vysokých výškách. Do nich stoupá v sevřeném hejnu spirálovitým letem a let je doprovázen prudkými obraty, tzv. překládáním. Holubi vylétávají do výšky 600-1000 m a ve vzduchu by měli vydržet minimálně 2 hodiny. V tréninku by měli létat i 3-4 hodiny. Trénink holubů spočívá v jejich řízeném vypouštění z holubníku, mladí holubi jsou stimulováni k výškovému letu pomocí praporků a po skončení letu se na zavolání vrací zpátky. V současné době se pražský středozobý rejdič k letovému sportu používá vzácně.
Na přelomu 19. a 20. století, v době největšího rozkvětu chovu, holubáři vypouštěli svá hejna najednou, ta se na obloze v letu spojovala a soupeřilo se v tom, kolik holubů se vrátí domů. Hejna rejdičů totiž mohla strhnout i cizí holuby do svého holubníku. Chovatelsky cennější jedinci se k letu nevypouštěli.
Chov pražského rejdiče středozobého je snadný, jsou to ptáci plodní, kteří dobře odchovávají holoubata. Pro zvýšení letových schopností se zušlechťují krví podobných rejdičů, vysokoletci nejsou pro křížení příliš vhodní, protože v dalších generacích vznikají typově i výkonnostně nevyrovnaní jedinci.

## Příbuzná plemena
Plemenem, který má nejblíže pražskému středozobému rejdiči, je pražský rejdič krátkozobý. V chovech těchto ptáků se jedinci s delším zobákem často vyštěpují. Plemena se od sebe odlišují především tvarem hlavy a délkou zobáku a schopností létat, pražský krátkozobý rejdič je již dlouho především voliérovým ptákem.
Velice podobným plemenem je vídeňský vysokoletec. Od něj se pražský středozobý rejdič liší kulatejší a širší hlavou, trochu kratším zobákem, odlišnou postavou a štítky, které u něj vyžadovány vzorníkem, zatímco u vídeňského vysokoletce jsou chybou. Předkem vídeňských vysokoletců může být právě pražský středozobý rejdič. Starorakouský rejdič je plemeno, které bylo znovuobjeveno a zařazeno do vzorníků plemen až na přelomu 80. a 90 let 20. století. Je to středozobý rejdič s kulatou hlavou,chovaný v běloprsé kresbě (tzv. vlaštovák). Od pražského rejdiče se odlišuje především tvarem hlavy, která je zaoblená s klenutým čelem, a tmavou barvou očí. I přes tyto rozdíly byl použit k regeneraci tohoto barevného rázu pražského rejdiče středozobého. Budapešťský rejdič vlaštovák je středozobou variantou budapešťského rejdiče krátkozobého. Je to vysokoletec s málo prošlechtěnými znaky hlavy, kresby či barvy, využívaný především jako chůvka pro krátkozobé holuby. Standardem plemene se podobá starorakouskému rejdiči. Plemena slovenský a bratislavský vysokoletec mají svůj původ pravděpodobně také v pražském rejdiči. Jsou to ptáci s prodlouženou postavou střední velikosti, kteří dokáží létat pět hodin a z toho jednu hodinu ve velké nebo nedohledné výšce.